# 勾手

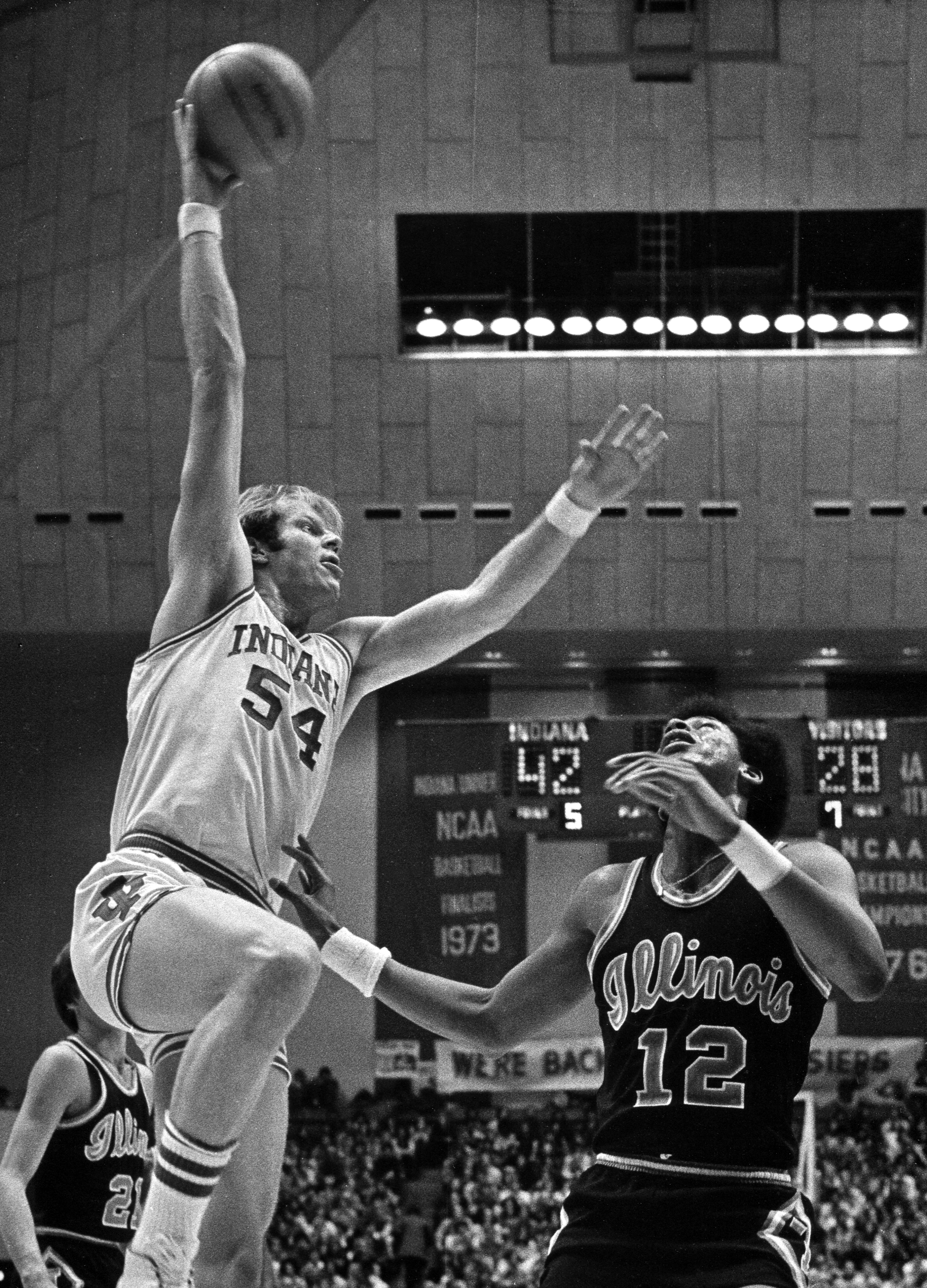
肯特·班森嘗試在對手面前勾射出手

勾手（英語：Hook Shot）是一種籃球的投籃技巧，一般是以肩膀隔开防守球員，并用單手將球舉起投出以避開對手的封阻，這種技術對內線球員相當重要。以這種投籃技術聞名的球員，包含NBA的傳奇中鋒贾巴尔。

## 天勾
球员以背对篮框或侧对篮框的左脚跨步勾手为例：
1. 由左脚跨步同时双手持球协调高举
2. 跨步后左脚蹬直起跳且右脚高抬保持身体平衡
3. 右手向上伸展单手持球，左手手臂横向协调弯曲护球
4. 当起跳至最高点时，利用手臂、手腕及手指柔和出力投篮

这一技术动作是NBA著名中锋贾巴尔的招牌动作，他是NBA史上得分次多的球员。之所以被称为天勾是因为球的出手点較高。

## 小勾手
小勾手据说是由魔术师约翰逊率先改进，相对于天勾的最大不同之处在于它只利用手指和手腕出手，但投籃距離也較短，通常在禁區内。

## 跳步勾手
使用这一技术动作的代表人物是俠客·歐尼爾和哈基姆·歐拉朱萬，由小勾手演化而来。为了增加出手的速度和稳定性，而使用了双脚起跳，并且身体几乎是正面篮框。